# Station Szebnie
Station Szebnie is een spoorwegstation in de Poolse plaats Szebnie.